# Seznam slovenskih biologov
Seznam slovenskih biologov.

## A
- Tomaž Accetto
- Katja Adam
- Špela Alič (biologinja)
- Samar Al Sayegh Petkovšek (*1964)
- Gregor Aljančič
- Marija Aljančič (*1940)
- Marko Aljančič (1933–2007)
- Jana Ambrožič Dolinšek
- Jerneja Ambrožič Avguštin
- Gregor Anderluh (*1969)
- Tatjana Angerer
- Michael Franc Antolin (*1959)
- Andrej Arih
- Sonja Artač
- Andej Avčin (*1944)
- Gorazd Avguštin (*1961)
- Tatjana Avšič Županc (*1957)

## B
- Polonca Babnik (1911–2008)
- Rafael Bačar (1902–1975)
- Katarina Bačnik
- Špela Baebler (*1973)
- Majda Bagar Povše?
- Tanja Bagar (*1980)
- Barbara Bajd (*1949)
- Vladimir Bartol (1903–1967) &sin Borut Bartol (lepidopterologa)
- Tomaž Bartol (*1952)
- Eva Batagelj (*1947)
- Franc Batič (*1948)
- Urška Batista (Šubic) (*1950)
- Tina Batista Napotnik (*1972)
- Jože Bavcon (*1962)
- Apolonija Bedina Zavec ?
- Matjaž Bedjanič
- Gordana Beltram
- Gregor Belušič (*197?)
- Martina Bergant Marušič (*1976)
- Ciril Bernot (1900–1961)
- Irena Bertoncelj
- Božidara Betriani Luzar (1923–2016)
- Danilo Bevk  (*1983)
- Stanislav Bevk (1875–1956)
- Lilijana Bizjak Mali (*1966/7?)
- Rihard grof Blagaj (1786–1858)
- Marija Blatnik Gubina (1941–2016)
- Andrej Blejec (1953)
- Mateja Bohinjec
- Jože Bole (1929−1995)
- Aleš Bolje
- Dejan Bordjan (*1981)
- Špela Borko
- Dragan Bosnić
- Ivo A. Božič (*1945)
- Janko Božič (*1963)
- Anton Brancelj (*1957)
- Erik Brandis (1834–1931) (BiH)
- Arne Bratkič
- Jernej Bravničar
- Savo Brelih (1927–2012)
- Barbara Breznik
- Mihael Bricelj (1946–2016)
- Vida Brodar (1925–2014)
- Julij Bučar (entomolog)
- Zmago Bufon (1910–1973)
- Boris Bulog (*1949)
- Matej Butala
- Elena Bužan (UP)

## C
- Vesna Cafuta
- Marjana Camloh?
- Jan Carnelutti (1920–2012)
- Tina Centrih Genov
- Aleksa Cimerman (1933–2017)
- Terezija Ciringer
- Simon Cirkulan
- Metka Culiberg (*1950)

## Č
- Janez Čadež?
- Manca Čarman?
- Andraž Čarni (*1962)
- Tatjana Čelik (*1968)
- Maja Čemažar (*1968)
- Stanislav Červek (1937–2023)
- Andrej Čokl (*1947)
- Janez Čop (1927–2019)
- Vera Čoroli (1948–2022)
- Jure Črepinšek
- Marij Čuček (*1950)
- Boško Čušin (*1962)

## D
- Igor Dakskobler ?
- (Božidar Debenjak)
- Damijan Denac
- Katarina Denac
- Leo Derganc (1874–?)
- Marina Dermastia (*1960)
- Leon Detela (1902–1982)
- Dušan Devetak (*1953)
- (Zvonimir Devidé) (1921-2011) (hrvaški akademik)
- Dragotin Dežman (1821–1889)
- David Dobnik
- Jurij Dobravec (*1965)
- Fran Dobovšek (1876–1915) (lepidopterolog)
- Andraž Dolar
- Jure Dolenšek?
- Vadim Dolivo Dobrovolski (1895–1925)
- Gregor Domanjko
- Kazimir Drašlar (*1941)
- Jože Drašler (1925–2012)
- Tanja Dreo
- Borut Janez Drinovec (mikrobiolog) (*1938)
- Damjana Drobne (*1965)
- Božidar (Božo) Drovenik (1940–2020)
- Blanka Druškovič Czerny (*1940)
- Boštjan Dvořák ?
- Edo Džafić

## E
- Klemen Eler
- Tina Eleršek (*1976)
- Mateja Erdani Kreft
- Romana Erhatič Širnik (1950–2017)
- Fran Erjavec (1834–1887)
- Ida Eržen (*1946)

## F
- Marija Fabjančič (r. Klemenčič) (*1946)
- (Anton Fakin)
- Dare Fekonja
- Peter Firbas
- Metka Filipič (*1954)
- Cene Fišer
- Vesna Flander Putrle
- Urša Fležar
- Janez Krstnik Flysser
- Irena Fonda
- Ugo Fonda (1947-2011)
- Ana Fortič
- Božo Frajman
- Janja Francé (*1975)
- Henrik Freyer (1802–1866)
- Irena Furlan (*1963)

## G
- Alenka Gaberščik (*1956)
- Karin Gabrovšek (*1965)
- Vladimir Gaspari (1907–1986)
- Aleš Gasparič (*1960)
- Tilen Genov
- Lenart Girandon
- Primož Glogovčan
- Primož Gnezda
- Ljerka Godicl (1930–2016)
- Andrej Gogala (biolog) (*1962)
- Matija Gogala (*1937)
- Nada Gogala (1937–2013)
- Stanislav Gomboc (entomolog)
- Špela Gorički (*1977)
- Bernard Goršak (*1968) (okoljski etik)
- Marija Gosar (1922–2012)
- Cene Gostinčar
- Marijan Govedič
- Miklavž Grabnar (*1936)
- Maja Gračner
- (Janez Grad *1933) (-čmrlji)
- Tine Grebenc?
- Tatjana Gregorc
- Andrej Gregori ?
- Janez Gregori (*1941)
- Marija Gregori ?
- Matjaž Gregorič (*1981)
- Tjaša Griessler Bulc
- Mitja Grosman (*1951)
- Pavel Grošelj (1883–1940)
- Kristina Gruden (*1969)
- Alfonz Gspan (1878–1963) (entomolog)
- Margareta Guček Zakošek (*1970)
- Nina Gunde Cimerman (*1958)

## H
- Jovan Hadži (1884–1972)
- Ivan Hafner (1867–1947) (lepidopterolog)
- Maja Hafner (r. Šenk) (1932–2024)
- Mate Hafner (1865–1946) (entomolog)
- Hana Hanžek Turnšek
- Heinrich Hauffen (1836–1866)
- Blagajana Herzog Velikonja
- Klotilda Herfort Michieli (1914–1998)
- Franc de Paula Hladnik (1773–1844)
- Jože Hlebš (*1938)
- Stana Hočevar (1922–1996)
- Arne Hodalič (*1955)
- Jorg Hodalič (*1953)
- Edvard Hof(f)er (1841–1915)
- Marjana Hönigsfeld Adamič
- Aleksander Horvat (1915–1997) (frančiškan v Čilu)
- Bogdan Horvat (1961–2016)
- Simon Horvat (*1963)
- Helena Hren-Vencelj (*1939)
- Matjaž Hren
- France Hribar (speleolog) (1915–1999)
- Tereza Mihaela Hrženjak (r. Bajželj) (*1933) (na Hrv.)
- Josip Hubad (1850–1906)
- Andrej Hudoklin (*1959)
- Samo Hudoklin

## I
- Marko Ilić (*1990)
- Lilijana Istenič (1931–2020)
- Danijel Ivajnšič
- Mira Ivanovič
- Vladimir Ivović

## J
- Marta Jakopič
- (Majda Jakše Ujčič)
- Jernej Jakše
- Franc Janžekovič (*1962)
- Eva Jeler (*1953)
- Alojzij Jenčič (1874–?)
- Zvonka Jeran (radio- ekologinja)
- Klemen Jerina (*1973)
- Mojca Jernejc Kodrič
- Kristijan Jezernik (*1948)
- Matjaž Jež (*1947)
- Nejc Jogan (*1966)
- Lara Jogan Polak
- Dušan Jurc (*1952)
- Stane (Stanislav) Jurečič (1930–2014)
- Mojca Juteršek

## K
- Urška Kačar
- Martina Kačičnik Jančar
- Gregor Kalan (*1978)
- Katja Kalan
- Jožef Kalasanc Erberg (1771–1843)
- Mitja Kaligarič (*1962)
- Simona Kaligarič
- Andrej Kapla
- Franc(e) Kapus (1890–1976)
- Stanko Karaman?
- Zora Karaman (hrvaško-slovenska)
- Andreja Kavčič
- Rok Keber (*1982)
- Roman Kenk (1898–1988) (ZDA)
- Ida Kerševan (1909–1996) (notredamska sestra)
- Darja Keše?
- Boštjan Kiauta (1937–2022)
- Barbara Kink
- Aleš Kladnik
- Marina Klemenčič?
- Dušan Klenovšek & Tomaž?
- Tina Klenovšek
- Vesna Klokočovnik (*1981)
- Primož Kmecl (1965 - 2025)
- Tea Knapič
- Miomir Knežević (*1958)
- Irena Kodele Krašna
- Mihael Kodrin (1924–2020)
- Nika Kogovšek
- Polona Kogovšek
- Borut Kokalj
- Nadja Kokalj Vokač (*1960)
- Branko Kolar (terarij-akvarij MB)
- (Aleksander Konjajev)
- Andreja Nataša Kopitar (MF)
- Aleksander Koren
- Anton Koren (*1939)
- Srečko Koren ml. (*1950)
- Peter Korošec (*1977) (molekularni genetik)
- Fran Kos (1885–1958)
- Ivan Kos (*1962)
- Marjanca Kos
- Gorazd Kosi (*1951)
- Rok Kostanjšek (*197#)
- Petra Košir (*1971)
- Mladen Kotarac (*1966)
- Polona Kotnjek
- Maja Kovač (*1949)
- Manca Kovač Viršek
- Nives Kovač (*1966)
- (Jelena Kovačič-De Belder)
- Miklavž Kozak (1918-1971)
- Peter Kozel
- Aleksander Kozina
- Peter Kozmus (čebelarski strik., entomolog)
- Hojka Kraigher (*1956)
- Božidar Krajnčič (1935–2018)
- Metka Kralj (*1956)
- Simona Kralj Fišer
- Nace Kranjc (*1990)
- Ivan (Janez) Krečič (1909–1983)
- Hana Krečič Stres
- Marko Kreft (*1970)
- Mojca Kristan
- Lidija Križančić Bombek
- Miha Krofel (*1982)
- Ciril Krušnik (1951–2006)
- Boris Kryštufek (*1954)
- Matjaž Kuntner (*1971)
- Jana Kus (Veenvliet) (*1977)
- Ljudevit Kuščer (1891–1944)
- Valerija Kuštor (*1951)
- Denis Kutnjak
- Filip Küzmič

## L
- Ljerka Lah
- Aleš Lapanje
- Jože Lazar (1903–1975)
- Žiga Laznik
- Tina Lebar
- Nika Leben (biologinja)
- Julijana Lebez Lozej (*1958)
- Metka Lenassi (*1978)
- Aleksandra Lešnik
- Pavel Ličar (1935–2015)
- (Matjaž Ličer)
- Matevž Likar
- Miha Likar (1923–2010)
- Bojana Lipej (*1964)
- Lovrenc Lipej (*1963)
- Gregor Lipovšek
- Saška Lipovšek
- Jernej Logar (1946–2015)
- Mihaela Logar (*1953)
- Krista Lokar
- Milan Lovka (1946–2017)
- Nataša Lovka (*1945)
- Jurij Lučovnik?
- Dušan Lušicky (fiziolog)
- Martina Lužnik

## M
- Irena Maček
- Peter Maček (*1952)
- Ivan Mahne (1947–2006)
- Tihomir Makovec
- Vlado Malačič (*1958)
- Alenka Malej (*1948)
- Ines Mandić Mulec  (*1960)
- Bojan Marčeta
- Marko Marhl ?
- (Lojze Marinček)
- (Aleksander Marinšek)
- Marjanca Markič (1931–2022)
- Darja Marolt Presen
- Tomaž Marš
- Fran Mašera (1876–1969)
- Sergej D. Matvejev (1913–2003) (ukrajin.-srbsko-slov.)
- Ernest Mayer (1920–2009)
- Andrej Martinčič (*1935)
- Janez Matjašič (1921–1996)
- Tjaša Matjašič
- Borut Mavrič (biolog)
- Andrej Meglič
- Franc Megušar (1876–1916)
- France Megušar (1931–2017)
- Nataša Mehle
- Milivoj Mermolja (*1932)
- Štefan Michieli (1933–1968)
- Franc Mihelčič (1898–1977)
- Barbara Mihelič (*1973) (direktorica ZOO Ljubljana)
- Mojca Milavec (*1972)
- Jože Mlakar
- Zarja Močnik
- Nataša Mori
- Borut Mozetič (*1964)
- Patricija Mozetič
- Narcis Mršić (1951–1997)
- Janez Mulec (*1975)
- Manica Müller Premru (*1955)
- Zarja Muršič

## N
- Mojca Narat (*1960)
- Viljem Nemec (1925–2007)
- Miroslav Nikolić (*1924)
- Metka Novak
- Stane Novak (biolog) (1903–1956)
- Tone Novak (*1950)
- Petra Nussdorfer (*1973)

## O
- Jožica Oblak Berce (1918-2006)
- Rudi Ocepek (*1949)
- Jože Ocvirk (*1950)
- Franci Ogrizek (*1923)
- Martina Orlando Bonaca
- Nadja Osojnik

## P
- Nives Pagon
- Metka Paragi
- Alfonz Paulin (1853–1942)
- Igor Paušič
- Marica Pavlič (1927-2025)
- Mihaela Pavličev
- Anja Pavlin?
- Eva Pavlovič
- Nada Pavšer
- Anja Pecman
- Nikolaj Pečenko
- Hubert Pehani (1900–1995)
- Polona Pengal
- Anton Penko (1908–1976)
- Marina Pertot (*1944)
- Milena Perušek (1893–1978)
- Tomaž Petauer (1952–2012)
- Marjana Peterlin (*1940)
- Stane Peterlin (*1937)
- Špela Petrič
- Uroš Petrovič
- Marko Pezdirc (*1983)
- Nada Pipan Nemec (1928–2020)
- Tanja Pipan (*1970)
- Nataša (Natalija) Pipenbacher
- Alj(oš)a Pirnat
- Angela Piskernik (1886–1967)
- Milan Piskernik (1925–2006)
- Barbara Piškur
- Jure Piškur (1960–2014)
- Valentina Pittacco
- Alijana Pivko Kneževič (1985)
- France Planina (1901–1992)
- Tomaž Planina (1934–2014)
- Valentin Plemel (1820–1875)
- Kaja Pliberšek
- Štefan Plut (1900–1975)
- Katja Poboljšaj
- Monika Podgorelec
- Samo Podgornik (*1961)
- Zdravko Podlesek
- Jan Podlesnik
- Andrej Podobnik (*1953)
- Marjetka Podobnik (*1967)
- (Anton - Tone Pogačnik 1934-1974)
- Jelka Pogačnik (r. Peroci) (*1950)
- Franc Pohleven (*1951)
- Boštjan Pokorny
- Jernej Polajnar (*1980)
- Slavko Polak (*1968)
- Anton Polenec (1910–2000)
- Janko Ponebšek (1861–1935)
- Franc Potočnik (*1950)
- Hubert Potočnik
- Uroš Potočnik (*1969)
- Meta Povž (1944–2024)
- Vera Preac Muršič (*1932)
- Ester Premate
- Blanka Premrov Bajuk
- Primož Presetnik
- Janez Prešern ?
- Simona Prevorčnik
- Tanja Prinčič Mamolo (*1948)
- Katarina Prosenc Trilar (*1969)
- Majda Pšeničnik (*1941)
- Miro Puhek
- Franc Puncer (1934–1994) ?
- Ivo Puncer (1931–1994) ?
- Jože Pungerčar (*1960)
- Dejan Putrle

## R
- Rajko Rakovec (1917–1977)
- (Rudi Rakovec 1890–1967: entomolog)
- Vida Rakovec (1920–2013)
- Andreja Ramšak (*1966)
- Živa Ramšak
- Urška Ratajc
- Vladimir Ravnik (1924–2017)
- Maja Ravnikar (*1960)
- Katja Rebolj
- Vilko Rechberger (1917–2005)
- Ivan Regen (1868–1947)
- Marjana Regvar (*1965)
- Othmar Reiser
- Marjan Rejic (1921–2000)
- Cvetka Ribarič Lasnik (*1960)
- Darja Ribarič (*1966)
- Leo Rijavec (*1939)
- Matija Rijavec
- Karin Rižner
- Janko Rode
- Boris Rogelj (biotehnolog)
- Manja Rogelja (*1978)
- Franc Rome (1906–1994)
- Rok Romih (*1963)
- Vladimir (Vlado) Rotar (*1929)
- Sonja Rozman (biologinja)
- Maja Rupnik (*1967)
- Marjan Rupnik (*1966) >> Marjan Slak Rupnik

## S
- Gvidon Sajovic (1883–1920)
- Primož Schauer (1932–1984)
- Giovanni Antonio Scopoli (1723–1788)
- Simon Sedej
- Bojan Sedmak (*1952)
- Albin Seliškar (1896–1973)
- Andrej Seliškar (*1949)
- Tomaž Seliškar
- Leon Senčič (*1958)
- Kristina Sepčič (*1970)
- Gregor Serša (*1956)
- Mirko Silan
- Tatjana Simčič
- Primož Simončič (*1961)
- Boris Sket (1936–2023)
- Peter Skoberne (*1954)
- Tomaž Skrbinšek (*1972)
- Marjan Slak Rupnik (*1966)
- Andreja Slameršek (*1980)
- Rajko Slapnik (*1961)
- Jože Sluga (1909–?)
- Nada Smerdu Primožič (*1950)
- Rado Smerdu (1949–1984)
- Nataša Smolar Žvanut
- Anže Smole
- Sonja Smole-Možina (*1963)
- Tadeja Smolej
- Aleš Sojar (*1947)
- Andrej Sovinc (*1964)
- Alenka Stanič
- Domen Stanič?
- Karmen Stanič
- Peter Stegnar (*1946)
- David Stopar (*1967)
- Katja Stopar (*1980)
- Marko Strbad
- Blaž Stres (*1974)
- Jelka Strgar (*1959)
- Nataša Stritih Peljhan (*1973)
- Zlata Stropnik Črepinko (1923–2011)
- Peter Stušek (1944–2023)
- Julija Suppantschitsch
- Majda Sušec-Michieli (*1933)
- Štefan Sušec-Michieli (1933–1968)
- Franc Sušnik (1930–1996)

## Š
- Polona Šafarič Tepeš
- Nina Šajna
- Nataša Šalaja Razinger?
- Ali Šalamun
- Jurij Šelb
- Maja Šenk Hafner (1932-2024) (=Maja Hafner)
- Alojz Šercelj (1921–2010)
- Urban Šilc (*1970)
- Helena Šircelj (*1970)
- Milijan Šiško (*1956)
- Ružena Škerlj
- Aleš Škorjanc
- Iztok Škornik (*1964)
- Sonja Škornik
- Jure Škraban
- (Jože Šlajmer 1909–1991?)
- Andrej Šorgo (*1957)
- Ante Špan (1929–2001)
- Luka Šparl
- Alja Štern
- Artur Štern (*1965)
- Jože Štirn (1934–2021)
- Jasna Štrus (*1953)
- Rok Šturm
- Alojzij Šulgaj (1876–1951) (ribič/ribogojstvo/potočni rak)
- Suzana Šumer

## T
- Tanja Tajnik
- Draga Tarman (1930–2007)
- Kazimir Tarman (*1930)
- Nataša Teran
- Tinkara Tinta
- Mihael Jožef Toman (*1953)
- (Tjaša Tolar: arheobotanika)
- Gabrijel Tomažič?
- Iztok Tomažič
- Davorin Tome (*1962)
- Staša Tome (*1963)
- (Viktorija Tomič) (*1958)
- Jerneja Tomšič Caserta (molekularna biologinja iz Kalifornije)
- (Peter Tonkli 1935–2019, lepidopterolog-zbiralec metuljev)
- Nataša Toplak
- Gregor Torkar (*1977)
- Borut Toškan (*1973) (arheozoolog)
- Danica Tovornik (1927–2012)
- Janja Trček
- Tomi(slav) Trilar (*1962)
- Domen Trkov
- Alenka Trontelj Župančič
- Peter Trontelj (*1967)
- Tadeja Trošt Sedej (*1970)
- Darinka Trpin (*1933)
- Dušan Turk ? (*1959)
- Eva Turk
- Robert Turk (*1957)
- Simona Turk (*1967)
- Timotej Turk Dermastia (*1992)
- Tom Turk (*1959)
- Valentina Turk

## U
- (Majda Ujčič)
- (Josip Ukmar 1894-1982)?
- Jernej Ule (*1976)
- Olga Urbanc Berčič
- Gorazd Urbanič
- (Anton Urbas)
- Helena Us (r. Lipovšek) (1901–1988)
- Peter Us (1897–1977)

## V
- Tine (Borut) Valentinčič (*1946)
- Milica Valentinčič-Petrović (1900–1965)
- Melita Vamberger (*1983)
- Miran Vardjan (1919–2005)
- Milan Velikonja (1950–1993)
- France Velkovrh (1934–2009)
- Maruša Vencelj
- Peter Veranič (*1961)
- Tatjana Verčkovnik (*1948)
- Rudi Verovnik (*1970)
- Alenka Vesel?
- Branko Vesel (1928–2017)
- Ljudmila Vesel (1924-2012)
- Maks Vester
- Barbara Vidmar?
- Judita Vidrih?
- Barbara Vilhar
- Meta Virant Doberlet (*1961)
- Irma Virant Klun?
- France Vodnik (1909-79)
- (Martin Vodopivec)
- Katarina Vogel Mikuš
- Milan Vogrin
- Joža Vovk (ihtiologinja)
- (France Vreg - etolog)
- Branko Vreš (*1959)
- Al Vrezec (*1976)
- Danijel Vrhovšek (*1945?)
- Martin Vrhovšek
- Borut Vrišer (*1947)
- Dušan Vrščaj (*1949)
- Kaja Vukotić

## W
- Tone Wraber (1938–2010)
- Maks Wraber (1905–1972)
- Sonja Wraber Istenič ?

## Z
- Daša Zabric
- Maja Zagmajster
- Barbara Zakšek
- Marko Zalokar (1918–2012)
- Aja Zamolo
- Boris Zarnik (1883–1945)
- Dušan Zavodnik (1934–2023)
- Žiga Zebec (*1983)
- Miroslav Zei (1914–2006)
- Igor Zelnik
- Primož Zidar
- Simon Zidar
- Karel Zois (1756–1799)
- Leopold Zor (1919–2009)
- Robert Zorec (*1958)
- Mitja Zupančič (*1931)
- Irena Zajc (*1964)
- Alexis Zrimec ?
- (Mitja Zupančič)
- Klemen Zupančič
- Nataša Zupančič
- Irena Zupanič Pajnič
- Lars Zver

## Ž
- Janez Žakelj (*1964)
- Bojana Žegura
- Jana Žel (*1958)
- Borut Žener (1935–1974)
- Darja Žgur-Bertok (*1954)
- Peter Žigante
- Božidar Žlender (*1948)
- Kristina Žumer (*1980)
- Alenka Žunič Kosi
- Alenka Župančič (*1946)
- Anže Županič
- Alojz Žužek (1896–po 1980)
- Mateja Žvikart